# بيلي سيلفرمان
بيلي سيلفرمان (بالإنجليزية: Billy Silverman)‏ هو مصارع محترف أمريكي، ولد في 1962 في أوبورن في الولايات المتحدة.

## روابط خارجية
- بيلي سيلفرمان على موقع CageMatch worker (الإنجليزية)